# Pimelodella chaparae
Pimelodella chaparae är en fiskart som beskrevs av Fowler, 1940. Pimelodella chaparae ingår i släktet Pimelodella och familjen Heptapteridae. Inga underarter finns listade i Catalogue of Life.